# Quận Brown, Indiana
Quận Brown là một quận thuộc tiểu bang Indiana, Hoa Kỳ.
Quận này được đặt tên theo. Theo điều tra dân số của Cục điều tra dân số Hoa Kỳ năm 2000, quận có dân số 14.957 người. Quận lỵ đóng ở Nashville6.

## Địa lý
Theo Cục điều tra dân số Hoa Kỳ, quận có diện tích km2, trong đó có km2 là diện tích mặt nước.

### Các xa lộ chính
- Indiana State Road 45
- Indiana State Road 46
- Indiana State Road 135

### Quận giáp ranh
- Quận Johnson (đông bắc)
- Quận Bartholomew (đông)
- Quận Jackson (nam)
- Quận Monroe (tây)
- Quận Morgan (tây bắc)